# けむたい姉とずるい妹
『けむたい姉とずるい妹』（けむたいあねとずるいいもうと、英語: Annoying and cunning sisters）は、ばったんによる日本の漫画作品。『Kiss』（講談社）にて、2021年10月号から2023年10月号まで連載された。
異父妹と恋人を奪い合い絶縁状態となった姉が、母親の葬式をきっかけに妹と現在は彼女の夫となった元彼と一つ屋根の下で暮らすことになり巻き起こる出来事が描かれる。
2023年10月より、テレビ東京系列にてテレビドラマが放送された。

## 登場人物
東郷 じゅん（とうごう じゅん）
異父姉妹の姉。職業は教師。真面目で道徳心が強い。
三島 らん（みしま らん）
異父姉妹の妹。母親の愛情を集めた姉を妬んで生きてきた。
三島 律（みしま りつ）
らんの夫。じゅんの高校時代の元カレで姉妹を狂わす存在。

## 書誌情報
- ばったん『けむたい姉とずるい妹』 講談社〈KC KISS〉、全5巻
  1. 2022年2月10日発売[5][講 1]、ISBN 978-4-06-526508-6
  2. 2022年7月13日発売[講 2]、ISBN 978-4-06-528528-2
  3. 2022年12月13日発売[講 3]、ISBN 978-4-06-529874-9
  4. 2023年5月12日発売[講 4]、ISBN 978-4-06-531443-2
  5. 2023年10月13日発売[講 5]、ISBN 978-4-06-532929-0

## テレビドラマ
2023年10月9日から11月27日まで、テレビ東京系列の「ドラマプレミア23」枠にて放送された。主演は栗山千明。

### あらすじ（テレビドラマ）
異父姉妹である東郷じゅんと三島らんは、母の葬儀をきっかけに8年ぶりに再会する。幼少期かららんは姉のものを奪い、さらには姉の恋人・三島律まで奪っていた。葬儀後、らんは夫となった律を伴い、母の残した家に住むと宣言する。じゅんはらんにこれ以上奪われることを許せず、自らもその家に住むと言い出し、妹と元恋人との奇妙な共同生活が始まる。

### キャスト

#### 主要人物
東郷じゅん（とうごう じゅん）
演 - 栗山千明（10歳時：横須賀京香、少女期：山田愛奈）
異父姉妹の姉。原作とは異なり、職業は心療内科医。真面目で道徳心が強い。
三島らん（みしま らん）
演 - 馬場ふみか（7歳時：馬込瑚子、少女期：藤村木音）
異父姉妹の妹。母親の愛情を集める姉を妬んで生きてきた。
三島律（みしま りつ）
演 - 栁俊太郎（少年期：村田凪）
らんの夫。じゅんの高校時代の元カレで姉妹を狂わす存在。

#### 周辺人物
二宮ひかる（にのみや ひかる）
演 - 桜田通
じゅんとらんのいとこ。メイク好き。
東郷由里子（とうごう ゆりこ）
演 - 雛形あきこ
じゅんとらんの亡き母。
安藤みち
演 - 森脇英理子

三島朝子
演 - 渡辺真起子

田辺やよい
演 - 大浦千佳
じゅんの同僚。

### スタッフ
- 原作 - ばったん『けむたい姉とずるい妹』（講談社『KissKC』刊）[4]
- 脚本 - 大林利江子、今西祐子[4]
- 音楽 - 鷹尾まさき
- オープニングテーマ - 大塚愛「マイナーなキス（川谷絵音より）」（avex trax）[7]
- エンディングテーマ - フレンズ「煙のジャンクション」（Lychee Label）[7]
- 監督 - 井樫彩、戸田彬弘[4]
- チーフプロデューサー - 大和健太郎[4]
- プロデューサー - 中島叶（テレビ東京）、八木亜未（大映テレビ）、塙太志（大映テレビ）[4]
- 制作 - テレビ東京、大映テレビ[4]
- 製作著作 - 「けむたい姉とずるい妹」製作委員会[4]

### 放送日程
| 話数   | 放送日   | サブタイトル                   | 脚本       | 監督     |
| ------ | -------- | ------------------------------ | ---------- | -------- |
| 第1話  | 10月09日 | 私の元カレは、妹の旦那         | 大林利江子 | 井樫彩   |
| 第2話  | 10月16日 | お姉ちゃんになりたかった       | 大林利江子 | 井樫彩   |
| 第3話  | 10月23日 | 手に入らなかったものは、美しい | 大林利江子 | 戸田彬弘 |
| 第4話  | 10月30日 | この男は、私のものだ           | 今西祐子   | 井樫彩   |
| 第5話  | 11月06日 | 私／あたし、だけを見て         | 今西祐子   | 戸田彬弘 |
| 第6話  | 11月13日 | 新たな呪いの幕開け             | 大林利江子 | 戸田彬弘 |
| 第7話  | 11月20日 | 大っ嫌い! …でも                | 大林利江子 | 井樫彩   |
| 最終話 | 11月27日 | 家族って、めんどくさい         | 大林利江子 | 井樫彩   |

### 放送局
| 放送期間                 | 放送時間           | 放送局         | 対象地域       | 備考   |
| ------------------------ | ------------------ | -------------- | -------------- | ------ |
| 2023年10月9日 - 11月27日 | 月曜 23:06 - 23:55 | テレビ東京     | 関東広域圏     | 製作局 |
|                          |                    | テレビ北海道   | 北海道         |        |
|                          |                    | テレビ愛知     | 愛知県         |        |
|                          |                    | テレビ大阪     | 大阪府         |        |
|                          |                    | テレビせとうち | 岡山県・香川県 |        |
|                          |                    | TVQ九州放送    | 福岡県         |        |
|                          |                    | 岐阜放送       | 岐阜県         | 独立局 |

### ネット配信
| 配信開始月 | 配信サイト     | 配信料金     | 備考           |
| ---------- | -------------- | ------------ | -------------- |
| 2023年10月 | ネットもテレ東 | 広告付き無料 | 見逃し配信     |
| 2023年10月 | TVer           | 広告付き無料 | 見逃し配信     |
| 2023年10月 | U-NEXT         | 定額制有料   | 独占見放題配信 |
| 2023年10月 | Lemino         | 定額制有料   | 独占見放題配信 |

| テレビ東京系列 ドラマプレミア23           | テレビ東京系列 ドラマプレミア23                   | テレビ東京系列 ドラマプレミア23           |
| 前番組                                    | 番組名                                            | 次番組                                    |
| ----------------------------------------- | ------------------------------------------------- | ----------------------------------------- |
| やわ男とカタ子 （2023年8月7日 - 9月25日） | けむたい姉とずるい妹 （2023年10月9日 - 11月27日） | SHUT UP （2023年12月4日 - 2024年1月29日） |

### 講談社コミックプラス
- 以下の出典は『講談社コミックプラス』に基づく。書誌情報の発売日の出典としている。

1. ↑  "『けむたい姉とずるい妹（1）』（ばったん）". 講談社コミックプラス. 講談社. 2023年9月9日閲覧。
2. ↑  "『けむたい姉とずるい妹（2）』（ばったん）". 講談社コミックプラス. 講談社. 2023年9月9日閲覧。
3. ↑  "『けむたい姉とずるい妹（3）』（ばったん）". 講談社コミックプラス. 講談社. 2023年9月9日閲覧。
4. ↑  "『けむたい姉とずるい妹（4）』（ばったん）". 講談社コミックプラス. 講談社. 2023年9月9日閲覧。
5. ↑  "『けむたい姉とずるい妹（5）』（ばったん）". 講談社コミックプラス. 講談社. 2023年10月14日閲覧。